# Miya Folick
Miya Folick (* 9. června 1989 Santa Ana) je americká zpěvačka, žijící a pracující v Los Angeles. Má japonský a ruský původ a byla vychovávána v buddhistické rodině. Její matka je sociální pracovnice a otec podnikatel. V roce 2015 vydala své první EP s názvem Strange Darling, které o dva roky později následovalo druhé EP Give It to Me. Druhé z nich zařadil server Stereogum mezi pětadvacet nejlepších EP roku 2017. Na její první dlouhohrající desce Premonitions (2018) se jako producenti podíleli Justin Raisen a Yves Rothman. Druhé řadové album vydala v roce 2023 pod názvem Roach.
Její přítelkyní byla zpěvačka K.Flay.

## Diskografie

### Studiová alba
- Premonitions (2018)
- Roach (2023)
- Erotica Veronica (2025)

### EP
- Strange Darling (2015)
- Give It to Me (2017)
- 2007 (2022)